# Jinya Nishikata
Jinya Nishikata (né le 4 décembre 1968) est un ancien sauteur à ski japonais.

## Palmarès

### Jeux olympiques
| Épreuve / Édition | Lillehammer 1994 |
| Petit Tremplin    | 8e               |
| Grand Tremplin    | 8e               |
| Par Equipes       | Argent           |

### Championnats du monde
| Épreuve / Édition | Falun 1993 | Thunder Bay 1995 |
| Petit Tremplin    |            | 7e               |
| Grand Tremplin    | 58e        | 24e              |
| Par Equipes       |            | Bronze           |

### Championnats du monde de vol à ski
| Épreuve / Édition | Planica 1994 | Kulm 1996 |
| Individuel        | 22e          | 10e       |

### Coupe du monde
- Meilleur classement final: 8e en 1994.
- Meilleur résultat: 2e.